# Albert Schmidt (Politiker, 1858)

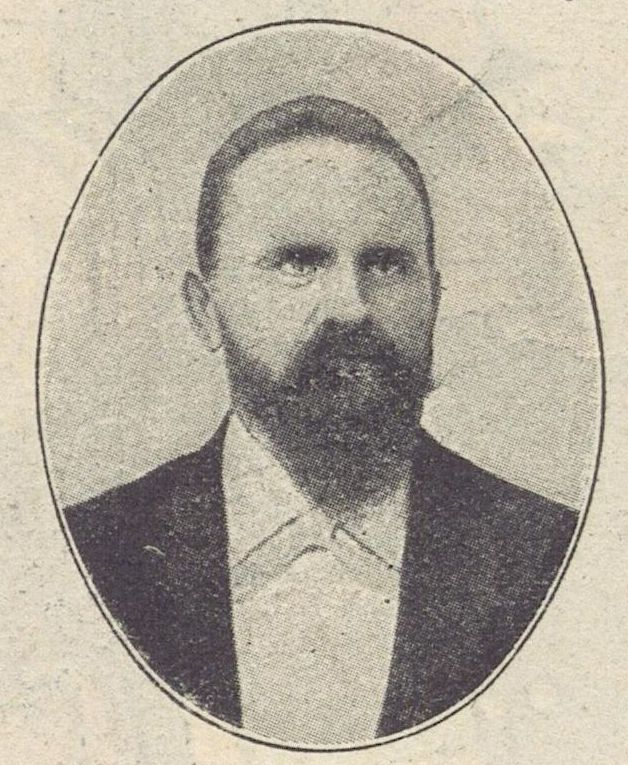
Albert Schmidt

August Wilhelm Ferdinand Albert Schmidt (* 2. März 1858 in Magdeburg; † 15. Oktober 1904 in Bielefeld) war ein deutscher sozialdemokratischer Politiker. 

## Leben
Albert Schmidt besuchte die Mittelschule ohne Abschluss. Er erlernte den Beruf des Schriftsetzers und war bis 1886 Schriftsetzergehilfe in verschiedenen Städten. Seit 1884 gehörte er der Sozialdemokratie an. Er arbeitete 1886 und 1887 als Redakteur der sozialdemokratischen Zeitung Volksstimme in Leipzig. Im Zuge des Sozialistengesetzes wurde er aus der Stadt ausgewiesen. Danach arbeitete er bis 1890 als Buchdruckereifaktor in Wurzen und später als Schriftsetzer in Berlin. Zwischen 1890 und 1894 war er Redakteur von sozialdemokratischen Zeitungen in Burgstädt. Danach war er bis 1899 Redakteur der Volksstimme in Magdeburg.
Zwischen 1890 und 1899 war er Mitglied des Reichstages. Er war seit 1899 auch Stadtverordneter in Magdeburg. Wegen Majestätsbeleidigung wurde er 1899 zu drei Jahren Gefängnis verurteilt und ihm wurden alle seine politischen Mandate aberkannt. Er verbüßte die Haft in Halle an der Saale. Nach seiner Freilassung war er erneut Stadtverordneter in Magdeburg und seit 1903 auch wieder Reichstagsabgeordneter. Beruflich blieb es bis 1904 ohne feste Stelle und arbeitete gelegentlich für sozialdemokratische Zeitungen. Danach war er bis zu seinem Tod Geschäftsführer für das Parteigeschäft in Bielefeld. Er nahm sich am 15. Oktober 1904 das Leben, indem er sich vor einen herannahenden Zug warf. Sein Freitod wurde mit der erlittenen Haft in Verbindung gebracht.